# گرینزبرگ (لوئیزیانا)
گرینزبرگ (به انگلیسی: Greensburg) شهری در ایالت لوئیزیانا کشور ایالات متحده آمریکا است که جمعیت آن در سرشماری سال ۲۰۱۰ میلادی، ۷۱۸ نفر بوده‌است.